# Corvera
Corvera (Corvera de Asturias en castellà) és un conceyu del Principat d'Astúries, comunitat autònoma del nord d'Espanya. Limita al nord amb els municipis d'Avilés i Gozón, a l'est amb Carreño i Gijón, al sud amb Llanera i Illas, i a l'oest amb Castrillón.
La seva situació li permet establir relacions amb els municipis i comarques veïns de Llanera i Avilés, raó per la qual també se'l pot incloure en la comarca d'Avilés.
Conté també espais naturals on practicar esports aquàtics com per exemple l'embassament de Trasona, i rutes de senderisme, ja que igual que gairebé tot la resta d'Astúries, posseeix territoris coberts de bosc i muntanyes. La seva temperatura és agradable a l'hivern i moderada a l'estiu, a causa de la seva proximitat relativa al mar, el que converteix a aquesta zona, igual que Astúries, en un lloc idoni per a les persones que desitgin descansar de les zones càlides del sud d'Espanya.

## Geografia
Limita al nord amb Avilés i Gozón, a l'est amb Carreño i Gijón, al sud amb Llanera i Illas i a l'oest amb Castrillón. Forma part de la Cormarca d'Avilés junt amb els concejos d'Avilés, Gozón Illas i Castrillón.

## Demografia
La població de Corvera va créixer considerablement en instal·lar-se a Trasona la planta de processament de l'acer Ensidesa (actualment Arcelor), per la demanda de treballadors per a cobrir llocs de treball.

## Política
El 2005 els 17 regidors del concejo es repartien de la següent forma:
- 7 del USPC
- 3 de IU
- 3 del PSOE
- 3 del PP
- 1 de URAS

## Festes
Les principals festes de Corvera són:
- La Gira a l'embassament de Trasona, l'1 de Maig.
- La foguera de Joan Baptista Sant Joan de Trasona, 23 de juny 23 i 24 de Juny.
- Festes Populars de Corvera, 9 de Setembre 9, 10 de Setembre 10 i 11 de Setembre.

### Parròquies

Mapa de Corvera

|  | 1. Tresona 2. Les Vegues 3. Los Campos 4. Villa 5. Molleda 6. Cancienes 7. Solís |

## Història
La història de Corvera comença en el segle xvi en independitzar-se del concejo d'Avilés.
En el segle xiii l'alfoz de Gauzón passa a ésser concejo d'Avilés amb la mateixa distribució geogràfica. Encara que Corvera ja apareix com a concejo en el segle xiii no assoleix independitzar-se de la vila avilesina, tot havent de pagar tribut de 660 maravedins per a poder gaudir del Fur d'Avilés. És en el segle xvi quan apareix el primer concejo d'habitants de Corvera, celebrant-se en el poble de Cancienes i és a mitjans del xvii quan es trasllada l'ajuntament (Casa'l Conceyu) a la Casa de los Bango a Nubledo (també en la parròquia de Cancienes), encara que fins a finals del segle xviii no veurem ordenances en el concejo.
Malgrat la tardana formació del concejo, Corvera ja comptava amb representació a la Junta General del Principat d'Astúries amb dos diputats des del segle xv.
Fins als últims anys del segle xix la principal activitat del concejo era l'agricultura, dirigida principalment a abastir la vila d'Avilés i l'exportació a la Bretanya, principalment al port de Brest (les embarcacions sortien de Trasona per a evitar el pagament de tributs forals a Avilés).
Durant aquests segles la població de Corvera passa per èpoques de fam a causa de guerres i malalties però també per males collites, a la fi del segle xix se sap que havia una ferreria en Trasona, una coureria en Cancienes i pedreres. A pesar d'aquestes petites indústries, gran part de població es va veure obligada a emigrar a Cuba o a Mèxic. És en la meitat del segle xx, després de sofrir les conseqüències de la Revolució Minaire d'Astúries el 1934 i de la Guerra Civil espanyola (1936-1939) quan es produeix el gran canvi de Corvera amb la implantació de la siderúrgica ENSIDESA, avui ARCELOR, a Trasona. El concejo passa de ser emigrant a rebre gent de Galícia, Castella, Lleó, Andalusia i en menor mida d'Extremadura. Tan massiva fou la immigració que el concejo es va veure desbordat, arribant-se a llogar paneres i hórreos a diverses persones compartint els llits per torns per a poder dormir.
Després arribarien altres indústries com Fertiberia i centres d'oci i comercials (també situats a Trasona), essent aquestes indústries les quals generen gairebé tots els ingressos a les arques municipals. En l'actualitat el concejo de Corvera segueix supeditat a (o integrat) Avilés, sent Trasona, Les Vegas i Els Camps part de la conurbación d'Avilés

## Esports
Corvera és un referent per al piragüisme espanyol, i en menor mida pel rem, gràcies al Centre d'Alt Rendiment de Trasona, on se celebren campionats nacionals i internacionals.

## Ciutats agermanades
- Praia ( Cap Verd)